# Frithjof Schuon
Frithjof Schuon (Basileia, Suíça, 18 de junho de 1907 – Bloomington, Estados Unidos, 5 de maio de 1998) foi um escritor suíço de ascendência alemã. Ao lado de René Guénon e Ananda Coomaraswamy, Schuon é reconhecido como um dos fundadores da escola perenialista ou tradicionalista de pensamento. Foi autor de mais de vinte obras em francês sobre metafísica, espiritualidade, religião, antropologia e arte. Schuon também foi pintor e poeta. Iniciado pelo Cheikh Ahmad al-Alawī na ordem Sufi Shādhiliyya, Schuon fundou a Tariqa Maryamiyya.
Schuon postula a existência de um princípio absoluto — Deus — do qual o universo emana, e sustenta que todas as revelações divinas, apesar de suas diferenças, possuem uma essência comum: uma mesma verdade. Ele enfatiza a necessidade de praticar uma religião e a importância das virtudes e da beleza. Schuon sustenta que o homem é potencialmente capaz de um conhecimento suprarracional, e faz uma crítica da mentalidade moderna e contemporânea, que, segundo ele, está desvinculada de suas raízes tradicionais. Schuon se via na esteira de autores como Platão, Plotino, Adi Shankara, Meister Eckhart e Ibn Arabī ao afirmar a unidade metafísica entre o princípio e sua manifestação.
Schuon cultivou relações estreitas com várias figuras de diversos horizontes religiosos e espirituais. Ele demonstrou um interesse particular pelas tradições dos índios das pradarias da América do Norte, manteve uma sólida amizade com vários de seus líderes e foi adotado tanto por uma tribo Lakota Sioux quanto pela tribo Crow. Depois de passar grande parte de sua vida na França e na Suíça, ele emigrou para os Estados Unidos aos 73 anos de idade.

## Biografia

### Basileia, Suíça (1907-1920)
Frithjof Schuon nasceu em Basileia, na zona de fala alemã da Suíça, no dia 18 de junho de 1907. Era o filho mais novo de Paul Schuon, violinista, de origem alemã, e de Margarete Boehler, alsaciana. Em sua casa estava presente não só a música, mas também a literatura e a religião. Os Schuon, ainda que católicos, inscreveram seus filhos no catecismo luterano, denominação predominante na Basileia.
Na escola primária, Schuon conheceu o futuro metafísico e especialista em arte Titus Burckhardt, que foi seu amigo toda a vida.  Desde os dez anos, a busca de Schuon pela verdade o levou a ler não só a Bíblia, mas também os Upanishads, a Bhagavad-Gītā e o Alcorão, bem como Platão, Emerson, Goethe e Schiller. Schuon diria mais tarde que desde bem jovem quatro coisas sempre o tinham comovido profundamente: "o sagrado, o grande, o belo e a inocência da infância".

### França (1920-1940)
Em 1920 seu pai faleceu.
Sua mãe decidiu voltar com os filhos pequenos para a sua cidade natal, Mulhouse, na França, onde Schuon, como consequência do Tratado de Versalhes, tornou-se cidadão francês.. Um ano depois, aos 14 anos de idade, foi batizado como católico. Em 1923, seu irmão ingressou num monastério trapista e Schuon deixou a escola para manter a família, encontrando trabalho como desenhista têxtil.

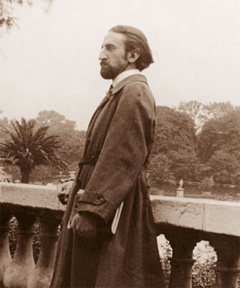
Paris, 1930

Neste período, mergulhou no mundo da Bhagavad-Gītā e do Vedānta; este chamado do Hinduísmo o sustentou durante dez anos, ainda que estivesse totalmente consciente de que ele próprio não poderia se tornar hindu. Em 1924, enquanto ainda vivia em Mulhouse, descobriu as obras do filósofo francês René Guénon, que serviram para confirmar suas intuições intelectuais e apoiar sua já iniciada descoberta dos princípios metafísicos. Schuon diria mais tarde, de Guénon, que este era "o teórico profundo e poderoso de tudo o que [eu] amava".
Em 1930, depois de 18 meses de serviço militar passados em Besançon, Schuon estabeleceu-se em Paris. Ali, retomou sua profissão de desenhista têxtil e começou a estudar árabe na mesquita local.
No final de 1932, completou seu primeiro livro, em alemão, Leitgedanken zur Urbesinnung (Ideias diretivas para a meditação primordial). Seu desejo de abandonar o Ocidente, cujos valores modernos eram tão contrários a sua natureza, junto com seu crescente interesse pelo islã, o levou a ir a Marselha, o grande porto de saída para o Oriente. Ali, conheceu dois personagens-chave, ambos discípulos do xeique Ahmad Al-Alawī, mestre sufi de Mostaganem, Argélia. Schuon viu nestes encontros um sinal de seu destino e embarcou para aquele país. Em Mostaganem, ingressou no islã e passou quatro meses na zāwiya do xeique, o qual lhe deu a iniciação e o nome de `Īsā Nūr al-Dīn ("Jesus, Luz da Religião"). Contudo, sob pressão das autoridades coloniais francesas, Schuon logo se viu obrigado a voltar para a Europa.
Schuon não considerou sua afiliação ao islã como uma conversão, já que não repudiou o cristianismo; em cada religião, ele via a expressão de uma única e mesma verdade, sob diferentes formas. Ele pensava, contudo, na perspectiva guénoniana que era então a sua, que o cristianismo ocidental já não oferecia, ao menos de forma institucional, a possibilidade de seguir-se um "caminho do conhecimento" sob a direção de um mestre espiritual, enquanto que este caminho continuava a existir no sufismo, o esoterismo islâmico.
Schuon relata que uma noite de julho de 1934, enquanto estava mergulhado na leitura da Bhagavad-Gītā, vivenciou uma experiência espiritual particular: o Nome divino Allāh tomou posse de seu ser, e durante três dias ele não pôde fazer outra coisa senão invocá-lo sem cessar. Pouco depois, foi informado de que seu xeique tinha falecido naquela mesma noite.
Em 1935, Schuon voltou à zāwiya de Mostaganem, onde o xeique Adda bin Túnis, sucessor do xeique Al-Alawī, lhe conferiu a função de muqaddam, autorizando-o assim a dar a iniciação a aspirantes à confraria Alawī. Ao retornar à Europa, Schuon fundou uma zāwiya na Basileia, outra em Lausanne e uma terceira em Amiens. Retomou também sua profissão de desenhista têxtil, na Alsácia, durante os quatro anos seguintes.

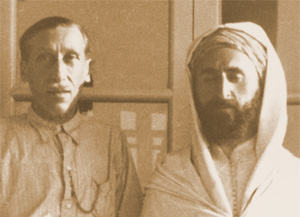
René Guénon e Frithjof Schuon
Cairo, 1938

Uma noite no final de 1936, depois de uma experiência espiritual, Schuon sentiu, sem a menor dúvida, que tinha sido investido com a função de mestre espiritual, de xeique. Isto, segundo relatou mais tarde, foi confirmado por sonhos visionários que vários de seus discípulos disseram ter tido naquela mesma noite. As diferenças de perspectiva entre Schuon e a zāwiya de Mostaganem o levam a assumir gradualmente sua independência, apoiado por Guénon.
Em 1938, Schuon viajou para o Egito, onde conheceu pessoalmente Guénon, com quem tinha mantido correspondência por sete anos. Um ano mais tarde, embarcou para a Índia com dois discípulos, fazendo uma longa escala no Cairo, onde voltou a ver Guénon. Pouco de pois de chegar a Bombaim, irrompeu a Segunda Guerra Mundial, o que o obrigou a retornar à Europa. Servindo no exército francês, foi feito prisioneiro pelos nazistas, que planejavam incorporar ao exército alemão todos os soldados de origem alsaciana, para lutarem no fronte russo. Schuon escapou para a Suíça, que seria então seu lar por quarenta anos.

### Lausanne, Suíça (1941-1980)
Instalou-se em Lausanne, onde continuou a colaborar para a revista guénoniana Études Traditionnelles, como tinha feito desde 1933. Em 1947, após ler Black Elk Speaks (Alce Negro Fala), de John G. Neihardt, Schuon, que tinha sempre tido um profundo interesse pelos povos nativos dos Estados Unidos, convenceu-se de que Alce Negro sabia muito mais sobre a tradição Sioux do que estava contido no livro. Pediu então a seus amigos norte-americanos que procurassem o velho chefe. Em consequência, o etnólogo Joseph Epes Brown recolheu de Alce Negro a descrição dos sete ritos Sioux que compõe o livro The Sacred Pipe (O cachimbo sagrado).

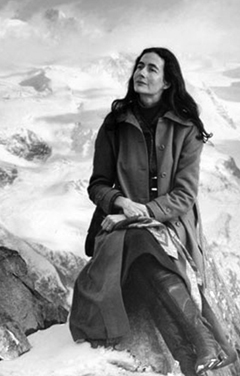
Catherine Schuon nos Alpes suíços

Em 1948, Schuon publicou seu primeiro livro em francês, De l’unité transcendante des religions (Da unidade transcendente das religiões). Todas as suas obras posteriores, mais de vinte, foram escritas em francês.
Em 1949, Schuon se casou com Catherine Feer, suíça-alemã de educação francesa que, além de estar profundamente interessada na religião e na metafísica, também era uma talentosa pintora. Pouco depois de seu matrimônio, Schuon recebeu a cidadania suíça. Sem deixar de escrever, Schuon viajou muito, acompanhado da esposa. Entre 1950 e 1975, o casal visitou o Marrocos cerca de dez vezes, e também foi a muitos países europeus, entre eles a Grécia e a Turquia; perto de Éfeso, visitaram aquela que foi, supostamente, a última casa da Virgem Maria.

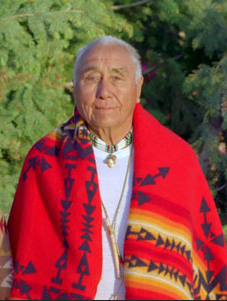
Thomas Yellowtail

No inverno de 1953, Schuon e sua esposa viajaram a Paris para assistir às representações organizadas por um grupo de dançarinos Crow. Formaram laços de amizade com Thomas Yellowtail, futuro medicine man e líder da Dança do Sol. Cinco anos mais tarde, os Schuon visitaram a Feira Mundial de Bruxelas, onde 60 índios Sioux faziam apresentações sobre o tema "Velho Oeste". Também nesta ocasião, novas amizades se formaram. Foi assim que em 1959 e, depois, em 1963, a convite de seus amigos índios, os Schuon viajaram para o Oeste americano, onde visitaram várias tribos da pradarias e tiveram a oportunidade de presenciar muitos aspectos de suas tradições sagradas. Durante a primeira dessas visitas, o casal foi adotado pela família do chefe Sioux James Red Cloud (James Nuvem Vermelha), neto do chefe Nuvem Vermelha, e, algumas semanas depois, num festival índio em Sheridan, no Wyoming, foram recebidos oficialmente na tribo Sioux. Os escritos de Schuon sobre os ritos centrais da religião dos índios norte-americanos e suas pinturas sobre temas de sua vida dão fé de sua particular afinidade especial com esse universo espiritual.
A década de 1970 viu a publicação de três importantes obras compostas por artigos previamente publicados na revista francesa Études Traditionnelles:
- Lógica e Transcendência, na qual o autor examina a filosofia moderna, as provas de Deus, a Substância universal, o emanacionismo e o criacionismo, o intelecto e o sentimento, as qualificações para a via espiritual, o amor de Deus, a realização espiritual, o mestre espiritual, a beleza, a inteligência e a certeza;
- Forma e Substância nas Religiões: Verdade e Presença divinas, as religiões, Ātmā e Māyā, os graus de realidade, esclarecimentos sobre o Alcorão e o Profeta, a Virgem Maria, as virtudes e as mulheres no Budismo, as duas naturezas de Cristo, o mal e a Vontade divina, textos sagrados, a dialética espiritual, o paraíso e o inferno;
- O Esoterismo como Princípio e como Caminho: exoterismo e esoterismo, o véu universal, as dimensões hipostáticas do Princípio, a Árvore da Vida, a natureza humana, as virtudes, o sentimento, a sinceridade, a sexualidade, as provas, a realização espiritual, a beleza, a arte, a importância das formas, as relíquias, as aparições celestes, a Dança do Sol e a interioridade espiritual no sufismo.[25]

Outro aspecto relevante da vida de Schuon foi seu grande respeito e devoção pela Virgem Maria, o qual se manifesta em seus ensinamentos e suas pinturas. Essa reverência pela Virgem foi estudada em detalhe pelo professor James Cutsinger, dos EUA, que relata dois episódios, em 1965, em que Schuon vivenciou uma graça mariana especial. Daí veio o nome, Maryamiyya ("Mariana", em árabe), da tarīqa sufi que ele fundou como ramo da ordem Shadhiliyya-Darqawiyya-Alawiyyah.

### Estados Unidos (1980-1998)
Em 1980, Schuon e sua esposa emigraram para os Estados Unidos, instalando-se em Bloomington, no estado de Indiana, onde já existia uma comunidade de seus discípulos. Os primeiros anos em Bloomington viram a publicação de uma série de obras importantes como Ter um Centro, Raízes da Condição Humana e A Transfiguração do Homem.

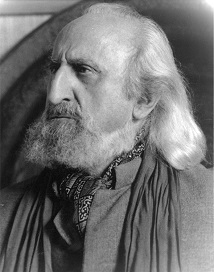
Bloomington, circa 1990

Seus numerosos livros, juntamente com seus artigos e cartas, levaram Schuon a se tornar, segundo Patrick Laude, "o principal porta-voz da corrente intelectual às vezes chamada nos países de língua inglesa de Perennialism", ou a "escola tradicionalista". Por isso, durante seus anos em Lausanne e Bloomington, ele recebeu regularmente visitas de "praticantes e representantes de diversas religiões".
Thomas Yellowtail, que viria a morrer em 1993, foi até seus últimos dias amigo íntimo de Schuon, tendo adotado-o na tribo Crow em 1984 e visitado-o em Bloomington todos os anos. Durante essas visitas, Yellowtail compartilhava com os Schuon e alguns de seus seguidores cantos e danças de seu povo em reuniões que foram chamadas de "Dias índios" e nas quais se celebrava o espírito dos índios das pradarias. Estas reuniões não faziam parte do método espiritual, centrado na oração islâmica e no dhikr.
Em 1991, um dos apoiadores de Schuon o acusou de má conduta durante algumas reuniões coletivas. Foi iniciada uma investigação preliminar, mas o procurador-chefe concluiu que "não havia o menor indício" para acusá-lo e apontou o caráter extremamente duvidoso do queixoso, que já havia sido condenado anteriormente por prestar falsas declarações num assunto similar.

Até o final de sua vida, Schuon continuou recebendo visitantes e mantendo correspondência com discípulos, estudiosos e leitores. No final de sua vida, ele escreveu mais de três mil poemas líricos "didáticos" (Sinngedichte ou Lehrgedichte), que combinam metafísica e conselho espiritual, bem como reminiscências de sua vida. Como os poemas de sua juventude, estes foram escritos em seu alemão nativo, após uma série em árabe e outra em inglês. Eles constituem uma síntese poética de sua mensagem filosófica e espiritual, que se articula em torno de quatro elementos-chave: "verdade, oração, virtude e beleza". Menos de dois meses antes de sua morte, em 5 de maio de 1998, Frithjof Schuon escreveu sua último poema:

Ich wollte dieses Buch schon lang beschließen – 

Ich konnte nicht; ich musste weiter dichten. 

Doch diesmal legt sich meine Feder nieder,

Denn es gibt andres Sinnen, andre Pflichten; 

Wie dem auch sei, was wir auch mögen tun:

Lasst uns dem Ruf des Höchsten Folge leisten –

Lasst uns in Gottes tiefem Frieden ruhn.

                                                   Das Weltrad CXXX
Há muito que desejava concluir este livro —

Não pude fazê-lo; tive que continuar escrevendo poemas.

Mas desta vez minha caneta descansa,

Pois há outras preocupações, outros deveres;

Seja como for, o que for que queiramos fazer:

Sigamos o chamado do Altíssimo —

Repousemos na Paz profunda de Deus.

## Pensamento
Para Seyyed Hossein Nasr, Frithjof Schuon é "ao mesmo tempo metafísico, teólogo, filósofo tradicional e lógico", "autoridade" em "religião comparada" e na "ciência do homem e da sociedade", "intérprete das artes e civilizações tradicionais [...], guia espiritual e crítico do mundo moderno não apenas em seus aspectos práticos, mas também em suas dimensões filosóficas e científicas".
Em seus escritos, Schuon trata principalmente dos campos da "metafísica essencial, portanto universal, com suas ramificações cosmológicas e antropológicas; da espiritualidade no sentido mais amplo; da ética e da estética intrínsecas; dos princípios e fenômenos tradicionais; das religiões e seus esoterismos; e da arte sacra".

### Doutrina

#### Perenialismo
Os princípios do que viria a ser a escola tradicionalista ou perenialista foram formulados pela primeira vez nos anos 1920 por René Guénon e nos anos 1930 por Frithjof Schuon. Ananda Coomaraswamy e Titus Burckhardt, metafísicos e especialistas em arte, também foram eminentes representantes desta corrente intelectual. Segundo o escritor perenialista William Stoddart, "a ideia central da filosofia perene é que a Verdade divina é una, atemporal e universal, e que as diversas religiões são apenas linguagens diferentes que expressam essa Verdade", de onde o título que Schuon deu ao seu primeiro livro em francês: Da Unidade Transcendente das Religiões.

Esquema schuoniano da unidade transcendente.

 Para Patrick Laude, um autor perenialista é "aquele que afirma a universalidade e primordialidade dos princípios metafísicos fundamentais e o caráter perene da sabedoria que atualiza esses princípios no homem, como expressado em todas as grandes revelações e nos principais ensinamentos dos sábios e santos ao longo dos tempos".
Segundo Harry Oldmeadow, esta verdade ou sabedoria primordial "recebeu numerosos nomes: Philosophia Perennis, Lex Aeterna, Hagia Sophia, Dīn al-Haqq, Akālika Dhamma, Sanātana Dharma, etc." Schuon aponta para o fato de que esta sabedoria primordial está claramente presente em Adi Shankara, Pitágoras, Platão, Plotino e outros representantes do esoterismo quintessencial.
Em Nos Caminhos da Religião Perene, Schuon faz uma distinção entre as três noções de filosofia (philosophia), sabedoria (sophia) e religião (religio) perenes, a fim de mostrar tanto sua concordância entre si quanto suas particularidades: 
O termo philosophia perennis, que surgiu a partir da Renascença, e do qual a neoescolástica fez amplo uso, designa a ciência dos princípios ontológicos fundamentais e universais; uma ciência tão imutável quanto estes princípios, e primordial pelo próprio fato de sua universalidade e infalibilidade. Utilizaríamos de bom grado o termo sophia perennis para indicar que não se trata de "filosofia" no sentido corrente e aproximado da palavra — que sugere simples construções mentais que surgem da ignorância, da dúvida e das conjecturas, e mesmo do gosto pela novidade e pela originalidade — ou poderíamos também usar o termo religio perennis, referindo-se então ao lado operativo desta sabedoria, ou seja, ao seu aspecto místico ou iniciático.
Para Laude, o que caracteriza o ensino de Schuon é não tanto a noção de uma "unidade transcendente de religiões" quanto uma "reformulação da Sophia perennis, ou Religio perennis, entendida como a conjunção de uma doutrina metafísica com um caminho de realização espiritual".

#### Metafísica
Schuon considera a metafísica "pura" como (1) "essencial", ou seja, "independente de qualquer formulação religiosa"; (2) "primordial", ou seja, como "a verdade que existia antes de todo formalismo dogmático"; e (3) "universal", no sentido de que "engloba todo simbolismo intrinsecamente ortodoxo" e "pode, portanto, ser combinada com qualquer linguagem religiosa". Para ele, a metafísica pura pode ser resumida pela seguinte declaração do Vedanta: Brahma satyam jagan mithyā jīvo brahmaiva nāparah (Brahma (Brahman) é a Realidade; o mundo é aparência; a alma não é senão Brahma).
A metafísica exposta por Schuon é baseada na doutrina do que o Advaita Vedānta hindu designa pelos termos Ātmā (Ātman) e Māyā. Ātmā é o Si, ao mesmo tempo transcendente e imanente. Em correlação com Māyā, Ātmā designa o Real, o Absoluto, o Princípio, o Sobre-Ser, Brahma; e Māyā designa o ilusório, o relativo, a manifestação. Schuon desenvolve este princípio metafísico particularmente em Forma e Substância nas Religiões, baseado na doutrina súfi dos níveis de realidade, conhecida pelo nome de "as cinco Presenças divinas":
- O conjunto dos níveis 1 e 2 corresponde a Deus, o Princípio, o Absoluto:

1. Ātmā: Sobre-Ser, Divindade impessoal, Princípio supremo, Realidade absoluta, Essência, nirguna Brahma.
- Os níveis de 2 a 5 correspondem a Māyā:

2. Māyā in divinis (o "relativo Absoluto", "Ātmā como Māyā"): Ser, Deus pessoal, Princípio criador, Espírito incriado, saguna Brahma, Īshvara.
- Os níveis de 3 a 5 correspondem à manifestação, ao cosmos, à criação:

3. Manifestação supraformal: Espírito criado (Intelecto, Logos, Buddhi), paraíso, anjos.
- Os níveis de 4 e 5 correspondem à manifestação formal:

4. Manifestação sutil ou anímica: o mundo da alma e dos "espíritos" (jinns, silfos, salamandras, gnomos, etc.).
5. Manifestação bruta ou material: o mundo visível.
No ser humano (o microcosmo), os cinco níveis correspondem, no sentido inverso, ao corpo e à alma sensorial e mortal (5); à alma suprasensorial e imortal (4); ao espírito (ou intelecto) criado (3); ao espírito (ou intelecto) não criado (2); ao Si absoluto e infinito (1). A presença no homem – "criado à imagem de Deus" – dos três níveis superiores permite compreender a possibilidade de um conhecimento que transcende as limitações da subjetividade e que, portanto, pode "ver as coisas como elas são", ou seja, objetivamente: é a gnose.
Assim como Platão na Grécia antiga, Adi Shankara no Hinduísmo, Mestre Eckhart e Gregório Palamas no Cristianismo ou Ibn Arabī no Islã – para citar apenas alguns exemplos –, Schuon sustenta que o discernimento essencial em metafísica é o que se dá entre o Real e o não-real (o ilusório), Ātmā e Māyā. O Real ou o Sobre-Ser, que é absoluto e infinito, é a essência de todo bem (o Sumo Bem);  como nos lembra Santo Agostinho, comunicar-se está na natureza do Bem (Agathon) e daí a projeção de Māyā, que é ao mesmo tempo divina (Īshvara), celestial (Buddhi e Svarga) e "terrena" – esta último incluindo o domínio da transmigração (Samsāra). Todo o bem que o mundo oferece provém da irradiação do Sumo Bem, e todo o mal, de seu distanciamento. Māyā ao mesmo tempo vela Deus, o Absoluto, e o revela.

#### Esoterismo
A maioria das religiões tem tanto uma dimensão exotérica quanto uma esotérica. Schuon qualifica o esoterismo religioso como "relativo" para diferenciá-lo do "esoterismo absoluto" ou "quintessencial", que não é nem limitado nem totalmente expressado por uma determinada forma religiosa ou uma escola teológica particulares.

Para Schuon, a metafísica integral – que parte da distinção entre Ātmā e Māyā (o Absoluto e o relativo) – é a própria substância do esoterismo puro e deve estar unida a um método de realização, pois, como salienta Patrick Laude :
A perspectiva esotérica não é redutível a uma compreensão conceitual, pois é essencialmente uma conformidade intelectual e "existencial" com a Realidade, ou uma assimilação espiritual e moral da natureza das coisas. Como Frithjof Schuon com frequência lembrou, conhecer é ser. O esoterismo vivo é, no seu ápice, a sabedoria em que ser e conhecer coincidem.

Há, pois, continuidade entre exoterismo e esoterismo quando este se manifesta como a dimensão interna daquele e, portanto, adota sua "linguagem", e há descontinuidade quando o esoterismo transcende toda religião: é a religio perennis, o esoterismo atemporal, essencial, primordial e universal. Esta constitui "a unidade transcendente das religiões" e se baseia, no que diz respeito ao método, em uma das revelações divinas, tendo como objeto a "Verdade" una, comum a todas elas.

#### Sufismo
Para Schuon, o Sufismo (tasawwuf, em árabe)  – "a medula do Islã" – é essencialmente "a sinceridade da fé"; "no plano da doutrina", esta sinceridade é fruto de uma "visão intelectual" que tira da ideia da unidade "as mais rigorosas consequências; o resultado disso não é apenas a ideia do mundo-nada, mas também a da Identidade suprema". Laude sublinha a distinção que Schuon faz entre um Sufismo "quintessencial", puramente esotérico, e um Sufismo "médio" que, embora tendendo ao esoterismo, depende da mentalidade exotérica e é, portanto, propenso à "intensificação de atos piedosos, à externalização emocional, ao zelo obediencialista e à acentuação excessiva de escrúpulos formais e do temor a Deus". Para Laude, "a definição schuoniana mais precisa e sucinta" do sufismo quintessencial – como de qualquer outra espiritualidade em sua dimensão essencial – é "a díade doutrinal fundamental de Schuon, ou seja, o discernimento entre o Absoluto e o relativo, e o método correspondente de concentração exclusiva no Absoluto".
Schuon considera que “todo o sufismo [...] pode ser resumido nestas quatro palavras: Haqq, Qalb, Dhikr, Faqr : 'Verdade', 'Coração', 'Lembrança', 'Pobreza'".
- al-haqq (a verdade, a realidade) "coincide com a Shahādah, o duplo Testemunho"[75] ("lā ilāha illā Llāh, Muhammadun rasūlu Llāh: não há outro deus senão Deus, Muhammad é o enviado por Deus"),[76] que enuncia "a Verdade metafísica, cosmológica, mística e escatológica".[75] Resumindo o pensamento de Schuon, Laude ressalta que o primeiro testemunho significa teológica ou exotericamente que não há mais que um Deus e, metafisicamente, que Ele é a única realidade.[77] Esta segunda acepção – a dos súfis – significa para Schuon não somente "que só Deus é real, ao contrário do mundo, que, sendo contingente, é ilusório", mas também "que nenhuma existência pode ser situada fora de Deus; que tudo o que existe "não é distinto d'Ele", caso contrário o mundo não existiria, precisamente".[78] Este último sentido, acrescenta Laude, também se deduz do segundo testemunho, que, esotericamente, enuncia a relação unitiva entre "o condicionado e o Incondicionado, o relativo e o Absoluto".[79]
- al-qalb (o coração) é "o centro existencial e intelectual" do ser humano,[80] a "sede da presença divina e, portanto, da certeza metafísica "[81] e também, mais comumente, a sede da fé.[82] "Ele representa o intelecto sob o duplo aspecto do conhecimento e do amor "[83] e "desemboca, graças ao prodígio da Imanência, no "Si" divino e na infinitude ao mesmo tempo extintiva e unitiva do cognoscível, portanto do Real".[84] Assim, a verdade (al-haqq) "deve ser aceita, não apenas com o pensamento, mas também com o Coração, portanto com tudo o que somos".[75]
- al-dhikr (a lembrança, a menção, a invocação) é, para Schuon, "a atualização permanente da fé ou da gnose por meio da palavra sacramental", que reside no coração.[75] Embora a palavra "dhikr" englobe toda prática dirigida a Deus, Harry Oldmeadow enfatiza que Schuon, quando se trata de Sufismo, usa sempre este termo em seu significado mais elevado: a invocação do nome "Allāh".[85] Laude argumenta que Schuon, seguindo a tradição súfi, considera este rito – que depende de autorização[86] – "como a prática central do tasawwuf ".[87]  À pergunta: "Por que invocar?", Schuon responde: "A resposta mais profunda seria sem dúvida: 'porque eu existo', porque a Existência é de certa forma a Palavra de Deus, pela qual Ele se nomeia a Si mesmo. Deus pronuncia Seu Nome para se manifestar – para 'criar' – na direção do 'nada', e o ser relativo pronuncia este Nome para 'ser', isto é, para 'tornar-se novamente o que ele é', na direção da Realidade".[88] "O Nome supremo", qualquer que seja o caminho espiritual praticado, "é ao mesmo tempo Verdade metafísica e Presença salvadora".[89]
- al-faqr (pobreza espiritual) é "a simplicidade e a pureza da alma, que tornam possível" a atualização da fé ou da gnose, "conferindo-lhe a sinceridade sem a qual não há ato válido".[75] Comentando o trabalho de Schuon, Laude define al-faqr como "a humildade enquanto ausência de todo egocentrismo e vazio para Deus".[90] Schuon vê nesta atitude de "santa pobreza" ou "auto-apagamento" "a virtude espiritual por excelência", uma atitude que implica "desapego, sobriedade, paciência, [...] contentamento", "resignação à vontade de Deus e confiança em Sua Misericórdia", e que é "como uma antecipação da extinção em Deus".[91]

### Método

#### Via espiritual
Segundo Ali Lakhani, editor da revista Sacred Web, para Schuon, o significado da vida nada mais é que a busca de Deus ou da Verdade que reside em cada ser humano. Schuon afirma que o homem é "uma ponte entre a Terra e o Céu " e que "a noção do Absoluto e o amor a Deus constituem a própria essência da subjetividade humana – esta subjetividade que é uma prova tanto de nossa imortalidade quanto de Deus, e que é propriamente uma teofania".
Schuon sustenta que a vida espiritual compreende três caminhos fundamentais, correspondentes a três temperamentos humanos: 1) a via da ação, das obras, da ascese e do temor (o karma-mārga ou karma-ioga do Hinduísmo); 2) a via do amor, da devoção (bhakti-mārga); e 3) a via da gnose, da contemplação unitiva (jñāna-mārga); no Sufismo: makhāfah, mahabbah, ma'rifah. As duas primeiras são dualistas e exotéricas,  e estão baseadas na revelação, enquanto a via do conhecimento é monista e esotérica e se baseia na intelectualidade apoiada pela revelação. Assim como a via do amor não pode prescindir da ação e do temor reverencial, também a via esotérica ou metafísica não pode excluir as duas outras vias.
Segundo Schuon, a via esotérica – a do conhecimento ou da gnose – está no coração de todas as grandes religiões. Ela consiste essencialmente em: 1) o discernimento entre o Real e o ilusório, Ātmā e Māyā, Nirvāna e Samsāra, o Absoluto e o relativo, ou Deus e o mundo; 2) a concentração no Real; e 3) a moralidade intrínseca, a virtude. Esse discernimento seria puramente teórico, se não fosse acompanhado da concentração no Real pelos ritos e pela oração, ou seja, se não tivesse uma ligação efetiva com Deus, o "Sumo Bem", ligação essa baseada numa piedade autêntica e num desapego suficiente em relação ao mundo e ao ego. Schuon salienta que este caminho para Deus "implica sempre uma inversão: da exterioridade se deve passar à interioridade, da multiplicidade à unidade, da dispersão à concentração, do egoísmo ao desapego, da paixão à serenidade".
Schuon considera que, em todo caminho espiritual, o método se baseia nos ritos exotéricos e esotéricos da religião praticada e de nenhuma outra. A oração é seu elemento central, pois sem ela o coração não pode assimilar ou tornar real – com a ajuda da graça divina – aquilo que a mente foi capaz de apreender. Schuon lembra os três modos de oração: a oração pessoal, em que a pessoa se abre para Deus de forma espontânea e informal; a oração canônica, impessoal, prescrita pela tradição; e a oração invocatória ou oração do coração (japa, dhikr) que "já é uma morte e um encontro com Deus e já nos situa na Eternidade; é já algo do Paraíso e inclusive, em sua quintessência misteriosa e 'não criada', algo de Deus". Esta forma de oração é a invocação de um nome divino, de uma fórmula sagrada, de um mantra; ela concilia a transcendência e a imanência da verdade; se, por um lado, a verdade supera infinitamente o humano, o gnóstico sabe, escreve Schuon, que ela está também "inscrita na própria substância de seu espírito". Deus é ao mesmo tempo o que é mais elevado e o que é mais profundo, e o conhecimento que um ser "realizado" pode ter d'Ele é, na realidade, o conhecimento que Deus tem de Si mesmo através desse ser.

#### Virtudes
Em seus escritos, Schuon insiste no fato de que as duas exigências da doutrina e do método seriam inoperantes sem um terceiro elemento, a virtude, pois a vida espiritual deve necessariamente integrar as três faculdades humanas: a inteligência (doutrina, verdade, discernimento), a vontade (método, oração, concentração) e a alma (caráter, virtude, conformidade moral). Para ele, a virtude é, na verdade, "a forma inicial de união espiritual; sem ela, nosso conhecimento e nossa vontade não nos têm nenhuma serventia." Ter uma virtude, segundo Schuon, "é, antes de tudo, não ter o defeito que lhe é contrário, pois Deus nos criou virtuosos, Ele nos criou à sua imagem, os defeitos estão sobrepostos [a ela]". Mas na realidade, especifica ele, não somos nós "que possuímos a virtude, é a virtude que nos possui"; ela é "como uma reverberação do Sumo Bem, da qual participamos por nossa natureza ou por nossa vontade, facilmente ou dificilmente, mas sempre pela graça d'Aquele que é".
Para Schuon, a humildade, a caridade e a veracidade, ou seja, a anulação do ego, o dom de si e a adesão à verdade são virtudes essenciais, que correspondem também às três etapas do caminho espiritual: a purificação, a plenitude e a união. A consciência de nossa pequenez, o senso do sagrado e a piedade são condições indispensáveis para que as virtudes floresçam. Resumindo o autor, James Cutsinger assinala que a virtude perfeita coincide com as verdades metafísicas e realiza estas verdades existencialmente. Em outras palavras, como enfatiza Schuon, "precisamos da verdade para a perfeição da virtude, como precisamos da virtude para a perfeição da verdade".

#### Beleza
Embora Schuon considere que as bases de todo caminho espiritual sejam a verdade, a oração e a virtude, ele também insiste na importância de um quarto elemento: a beleza. Para ele, a interiorização da beleza pressupõe a nobreza de caráter e, ao mesmo tempo, a produz. Sua função "é atualizar na criatura inteligente e sensível a lembrança das essências e assim abrir o caminho para a Noite luminosa da Essência una e infinita".
À consciência da beleza divina deve corresponder não somente a beleza interior, ou seja, as virtudes, mas também um senso da beleza exterior, seja na contemplação da natureza ou na sensibilidade artística, sem esquecer o papel interiorizante, em nosso lar, de uma atmosfera tradicional feita de beleza e serenidade e alheia aos caprichos da modernidade. "A beleza, seja qual for o uso que o homem possa fazer dela, pertence fundamentalmente a seu Criador, que, por meio dela, projeta nas aparências algo de seu próprio ser". Para Schuon, estas considerações encontram sua fonte e sua justificativa na natureza teomórfica do ser humano, que é imutável e não evolutiva, ao contrário do que a ciência moderna defende.

### Temas vinculados

#### Crítica do modernismo
Resumindo o pensamento de Schuon, Seyyed Hossein Nasr lembra que foi na Europa, na Renascença, que a visão "modernista" ou reducionista da condição humana e do universo se iniciou, antes de afetar os outros continentes alguns séculos depois. Ao reduzir cada vez mais o homem a seus aspectos racional e animal em detrimento de sua dimensão espiritual e do objetivo de sua vida terrena, o modernismo influencia tanto a filosofia quanto a religião, a ciência e a arte. Suas principais características são, segundo Schuon, o racionalismo, que nega a possibilidade de conhecimento objetivo do suprarracional, o materialismo, segundo o qual somente a matéria dá um sentido à vida, o psicologismo, que reduz o espiritual e o intelectual ao psíquico , o ceticismo, o relativismo, o existencialismo, o individualismo, o progressivismo, o evolucionismo, o cientificismo e o empirismo, sem esquecer o agnosticismo e o ateísmo.

Schuon critica a ciência moderna, apesar do alcance de suas descobertas no plano físico, por ser "ao mesmo tempo um racionalismo totalitário que elimina tanto a Revelação quanto o Intelecto e um materialismo totalitário que ignora a relatividade metafísica – e, por consequência, a impermanência – da matéria e do mundo; ela ignora que o suprassensível – que está além do espaço e do tempo – é o princípio concreto do mundo e, consequentemente, também está na origem desta coagulação contingente e cambiante que chamamos de matéria". Assim, ainda segundo Schuon, a contradição do cientificismo é "querer explicar o real sem o concurso dessa ciência inicial que é metafísica, portanto ignorar que somente a ciência do Absoluto dá um sentido à ciência do relativo e a disciplina". Esta concepção do universo, que ignora tanto o princípio da "emanação criadora" quanto o da "hierarquia dos mundos invisíveis", engendrou o "filho mais típico do espírito moderno", a teoria da evolução das espécies, com seu corolário: a ilusão de um progresso qualitativo da humanidade.
A crítica de Schuon também se estende à filosofia – "o amor à sabedoria" –, que, originalmente, era o fato de "pensar em função do Intelecto imanente e não com a simples razão". A filosofia é "a ciência de todos os princípios fundamentais". Ela opera com a intuição intelectual — a intelecção — "que 'percebe', e não apenas com a razão, que 'conclui'", donde o abismo que separa a certeza do sábio da opinião do filósofo moderno.

Para Schuon, em definitivo, só há duas possibilidades: "civilização integral e espiritual, que implica abusos e superstições, e civilização fragmentária, materialista e progressista, que implica — muito provisoriamente — certas vantagens terrenas, mas que exclui o que constitui a razão suficiente e o fim último de toda a existência humana".

#### Arte sacra
Numa perspectiva análoga à de Ananda Coomaraswamy e Titus Burckhardt, Frithjof Schuon lembra que "a arte sacra é, em primeiro lugar, a forma visível e audível da Revelação e, depois, seu indispensável revestimento litúrgico". Esta arte comunica "verdades espirituais, por um lado, e uma presença celestial, por outro". James Cutsinger salienta que, para Schuon, uma arte é sagrada "não pela intenção pessoal do artista, mas por seu conteúdo, seu simbolismo e seu estilo, portanto por elementos objetivos", que devem respeitar as regras canônicas próprias da religião do artista.

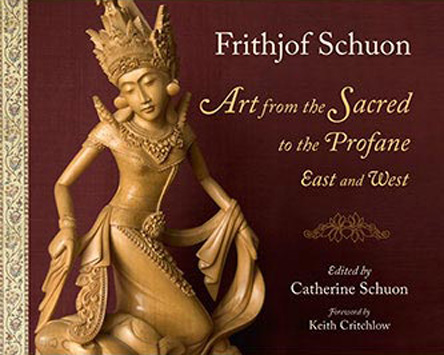
Capa de uma antologia ilustrada dos escritos de Schuon sobre arte:
Art from the Sacred to the Profane, East and West

 Segundo Martyn Amugen, que cita Schuon, o artista deve estar "santificado ou em estado de graça", pois a linguagem do sagrado "não pode emanar do mero gosto profano, nem tampouco do gênio, mas deve vir essencialmente da tradição", que "não pode ser substituída, muito menos superada, pelos recursos do humano". Assim, os pintores de ícones, por exemplo, "eram monges que, antes de se porem a trabalhar, preparavam-se por meio do jejum, da oração, da confissão e da comunhão", a fim de dominar os dois obstáculos que põem em risco todo artista: "um virtuosismo que se exerce em direção ao exterior e à superficialidade, e um convencionalismo sem inteligência e sem alma".

Refletindo o pensamento schuoniano, Cutsinger observa que as diversas formas de arte sacra têm como objeto a "transmissão de intuições intelectuais", conferindo assim "uma ajuda direta à espiritualidade", e observa que essa arte comunica ao mesmo tempo "verdades metafísicas, valores arquetípicos, fatos históricos, estados espirituais e atitudes psicológicas".

Mencionando a transição da Idade Média – com a arte bizantina, a arte românica e o gótico primitivo – para o Renascimento, Schuon observa que "a arte cristã, que era uma arte sagrada, simbólica e espiritual" cedeu diante da chegada da arte neo-antiga, de caráter naturalista e sentimental, a qual não respondia "senão às aspirações psíquicas coletivas". Tendo rompido a tradição, escreve Amugen, referindo-se a Schuon, a arte tornou-se "humana e individual, ou seja, arbitrária [...], sinais infalíveis de decadência", e toda vontade de restaurar seu caráter sagrado deve necessariamente passar pelo abandono do relativismo individualista para retornar às suas fontes, que se situam no intemporal e no imutável.

#### Nudez sagrada
Autor de um estudo sobre a deiformidade do ser humano na obra de Schuon, Timothy Scott indica esta ideia inicial de Schuon: "A distinção entre o Absoluto e o Infinito enuncia os dois aspectos fundamentais da Realidade, o da essencialidade e o da potencialidade; essa é a mais alta prefiguração principial do pólo masculino e do pólo feminino. Schuon vê no corpo humano uma "mensagem de verticalidade ascendente e unitiva [...]; em modo rigoroso, transcendente, objetivo, abstrato, racional e matemático" no homem "e em modo doce, imanente, concreto, emocional e musical" na mulher. A beleza da mulher, salienta Patrick Laude, "desempenha um papel preponderante na alquimia espiritual que emana da obra e da personalidade espiritual de Schuon"; este papel está de acordo com as "mais altas expressões do Sufismo gnóstico", como o atestam "Ibn Arabī e Rūzbehān, entre muitos outros".
Resumindo o pensamento de Schuon, Scott lembra que a nudez representa a norma – o homem primordial vivia nu, assim como os povos ditos primitivos vivem nus – e que ela "simboliza o esoterismo quintessencial [...], a Verdade sem véus", enquanto a vestimenta comum representa o exoterismo. Em sua biografia de Schuon, após destacar as convergências de pontos de vista em relação ao alcance espiritual da nudez que unem Schuon, Rūzbehān, Omar Khayyam e Henry Corbin, Jean-Baptiste Aymard cita este trecho de uma carta de Schuon: "Dada a degeneração espiritual da humanidade, o mais alto grau possível de beleza, que pertence ao corpo humano, não pode desempenhar um papel na piedade comum; mas essa teofania pode ser um suporte na espiritualidade esotérica, como mostra a arte sagrada dos hindus e dos budistas. A nudez significa a interioridade, a essencialidade, a primordialidade e, portanto, a universalidade [...]; o corpo é a forma da essência e, portanto, a essência da forma".
Em uma entrevista publicada em 1996 pela revista americana The Quest: Philosophy, Science, Religion, The Arts, Schuon expõe o caráter sagrado da nudez:
De uma forma totalmente geral, a nudez expressa e atualiza virtualmente um retorno à essência, à origem, ao arquétipo, portanto ao estado celestial. "E por isso, nua, eu danço", como dizia Lallā Yogishvarī, grande santa da Caxemira,  depois de ter descoberto o Si divino em seu coração. Certamente, há na nudez uma ambiguidade de fato, devido à natureza passional da humanidade; mas há também o dom da contemplação, que pode neutralizá-la, como acontece precisamente na "nudez sagrada". Assim, não há apenas a sedução das aparências, mas também a transparência metafísica dos fenômenos, que permite perceber a essência arquetípica através da experiência sensorial. O santo bispo Nonnos, ao ver Santa Pelágia entrar nua na pia batismal, deu graças a Deus por ter colocado na beleza humana não apenas uma ocasião para cair, mas também uma ocasião de elevação até Deus.

Em uma passagem publicada de suas Memórias, em grande parte inéditas, Schuon observa "quão desprezível é o culto neopagão e ateu do corpo e da nudez. O que na natureza é nobre em si mesmo só é bom para nós em sua função de suporte do sobrenatural; cultivado fora de Deus, perde facilmente sua nobreza e torna-se uma tolice humilhante, algo de que dão prova, justamente, a estupidez e a feiura do nudismo mundano ".

## Obra artística

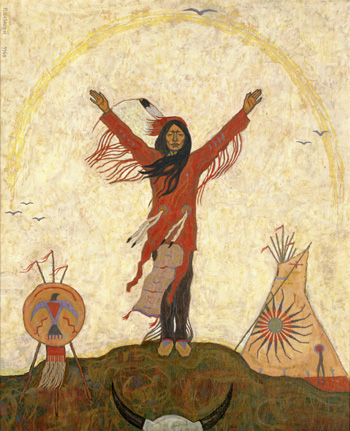
"Saudação ao Grande Espírito"
pintura a óleo por F. Schuon
1963

Na pintura, Schuon foi autodidata. Uma característica importante de sua arte é a vibração impressionista da superfície ou das cores. Pode-se notar a influência de pintores como Gauguin e Ferdinand Hodler e também elementos de Van Gogh. Um volume com reproduções de um número significativo de suas telas foi publicado nos Estados Unidos sob o título Imagens da Beleza Primordial e Mística. Os temas são predominantemente ligados ao mundo dos índios norte-americanos. Também estão incluídas pinturas sobre o mistério da feminilidade, celestial e humana.

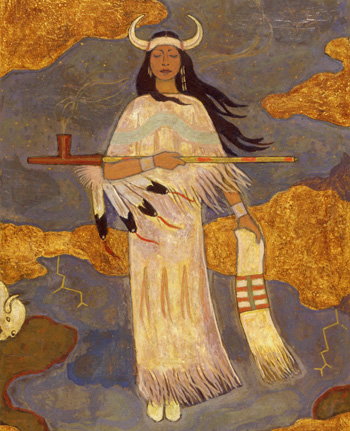
"Aparição da Mulher Búfalo branco" (detalhe)
pintura a óleo por F. Schuon, 1959

## Recepção e legado
Schuon exerceu grande influência no campo da Escola Perenialista, fato que pode ser notado nos escritos de praticamente todos os que discutem essa corrente de pensamento. Dentre seus seguidores, destacam-se Titus Burckhardt, Martin Lings, William Stoddart, Whitall Perry e Hossein Nasr, professor emérito de estudos islâmicos na Universidade George Washington.
Em sua resenha do livro de Schuon A Unidade Transcendente das Religiões, o islamologista Mohammed Arkoun argumenta que Schuon tem uma concepção romântica do Islã e negligencia os problemas sociais e materiais enfrentados pelos muçulmanos na vida cotidiana. Denuncia ainda o "conservadorismo epistemológico", específico, segundo ele, não só de Schuon, mas de um certo número de "apologistas calorosos" do Islã no Ocidente, isto é, acadêmicos ou esotéricos e propagam uma visão mitológica desta religião.
Sobre o mesmo livro (A Unidade Transcendente das Religiões), o Prêmio Nobel de Literatura T. S. Eliot escreve: "Nunca encontrei um trabalho mais impressionante no estudo comparado das religiões do Oriente e do Ocidente".
O autor Patrick Ringgenberg critica a tese schuoniana segundo a qual o gnóstico, por intuição intelectual, poderia "ver as coisas como são", portanto objetivamente. Para Ringgenberg: "Só se pode constatar, em Schuon como em Guénon, a mesma confusão entre a pretensão de sua perspectiva e uma universalidade que, na realidade, confunde-se com seus limites subjetivos e culturais”.
O escritor católico Jean Hani estabelece um elo entre o dom artístico e poético de Frithjof Schuon e "o calor que acompanha todas as suas evocações de realidades e experiências de ordem espiritual", comparando esta abordagem com a "frieza" das obras metafísicas desprovidas de "amor devocional", que dão a sensação de que seus autores não "penetraram vitalmente na doutrina". Paralelamente, e em contraste com o ponto de vista religioso e com a filosofia moderna, Hani corrobora a afirmação guenoniana e schuoniana da possibilidade de o intelecto conhecer o real: "este conhecimento do Absoluto e do Infinito constitui a própria essência do Intelecto, e é isto que permite sua objetividade e sua ilimitação".
Mahmoud Teimouri critica a concepção estética platônica de Schuon. Segundo Teimouri, a ideia de uma autonomia da beleza como uma realidade objetiva, independentemente da percepção humana não é errada só do ponto de vista ocidental como: "Mesmo de acordo com a perspectiva dos islâmicos tardios e antigos, a beleza possui dimensão subjetiva ou mental, e é, portanto, dependente da percepção".
Tendo observado que sua "obra possui a autoridade intrínseca de uma inteligência contemplativa", o autor tomista inglês Bernard Kelly acrescenta: "Em Perspectivas Espirituais, Schuon fala da graça como alguém em quem ela é operativa e, por assim dizer, em virtude dessa operação".

## Obras do autor
em ordem cronológica da primeira edição francesa
- A unidade transcendente das religiões (São Paulo: Irget, 2011). Título original: De l'unité transcendante des religions.
- (fr) L'œil du cœur (Paris: L'Harmattan, 2017).
- (fr) Perspectives spirituelles et faits humains (Lagorce, França: Hozhoni, 2020).
- (fr) Sentiers de gnose (Paris: La Place Royale, 1996).
- O sentido das raças (São Paulo: Ibrasa, 2002). Título original: Castes et races.
- (fr) Les stations de la sagesse (Paris: L'Harmattan, 2011).
- (fr) Images de l'esprit : shinto, bouddhisme, yoga (Paris: L'Harmattan, 2021).
- Para compreender o Islã (Rio de Janeiro: Nova Era, 2006). Título original: Comprendre l'islam.
- O homem no universo (São Paulo: Perspectiva, 2001). Título original: Regards sur les mondes anciens.
- Lógica e transcendência (Funchal, Portugal: Ponteditora, 2023). Título original: Logique et transcendance.
- Forma e substância nas religiões (São José dos Campos: Sapientia, 2010). Título original: Forme et substance dans les religions.
- O esoterismo como princípio e como caminho (São Paulo: Pensamento, 1995). Título original: L'ésotérisme comme principe et comme voie.
- (fr) Le soufisme, voile et quintessence (Paris: Dervy-Livres, 2007).
- (fr) Christianisme/Islam : visions d'œcuménisme ésotérique (Paris: L'Harmattan, 2015).
- (fr) Du divin à l'humain : tour d’horizon de métaphysique et d’épistémologie (Paris: L'Harmattan, 2018).
- (fr) Sur les traces de la religion pérenne (Paris: L'Harmattan, 2022).
- (fr) Approches du phénomène religieux (Lagorce, França: Hozhoni, 2020).
- (fr) Résumé de métaphysique intégrale (Paris: L'Harmattan, 2022).
- Ter um centro: metafísica, antropologia, perspectivas espirituais (São Paulo: Polar, 2018). Título original: Avoir un centre.
- Raízes da condição humana (São José dos Campos: Stella Maris, 2025). Título original: Racines de la condition humaine.
- O jogo das máscaras (São José dos Campos: Stella Maris, 2025). Título original: Le jeu des masques.
- A transfiguração do homem (São José dos Campos: Sapientia, 2009). Título original: La transfiguration de l'homme.

## Compilações de escritos de Frithjof Schuon
- Tesouros do Budismo (São José dos Campos: Stella Maris, 2024). Título original: Trésors du Bouddhisme.
- As pérolas do peregrino (São José dos Campos: Stella Maris, 2025). Título original: La conscience de l'Absolu.

## Livros e ensaios sobre Frithjof Schuon
- Mateus Soares de Azevedo, "Frithjof Schuon em Basileia" in A Vida Secreta das Cidades (Funchal, Portugal: Ponteditora, 2023), ISBN 978-989539632-0.
- Mateus Soares de Azevedo, "Frithjof Schuon, Mensageiro da Filosofia Perene" in O Livro dos Mestres: encontros com homens notáveis dos tempos modernos (São Paulo: Ibrasa, 2016), ISBN 978-85-348-0363-2.
- Mateus Soares de Azevedo, "Frithjof Schuon, René Guénon e o Sufismo" in Ordens Sufis no Islã (São Paulo: Polar, 2020), ISBN 978-858677541-3.
- William Stoddart, "Frithjof Schuon e a escola perenialista" in Lembrar-se num mundo de esquecimento: reflexões sobre tradição e pós-modernismo (São José dos Campos: Kalon, 2013), ISBN 978-856205204-0.
- (en) Jean-Baptiste Aymard & Patrick Laude, Frithjof Schuon, Life and Teachings (Albany/NY: State University of New York Press, 2004), ISBN 978-0-7914-6205-6.
- (en) Martyn Amugen, The Transcendental Unity of Religions and the Decline of the Sacred (Bangkok: Lap Lambert, Academic Publishing, 2016), ISBN 978-3-659-92558-0.
- (fr) Jean Biès, Voies de Sages : douze maîtres spirituels témoignent de leur vérité (Paris: Philippe Lebaud, 1996), ISBN 978-2-8664-5243-8.
- (en) Jennifer Casey, Frithjof Schuon Messenger of the Perennial Philosophy, DVD (Bloomington/IN, USA: World Wisdom, 2012), ISBN 978-1-936597-04-8.
- (fr) Bernard Chevilliat (dir.), Frithjof Schuon, 1907-1998 : biographie, études et témoignages, revista Connaissance des Religions (Avon e Paris, 1999), coletânea de artigos de J.-B. Aymard, M. Lings, W. Perry, Sw. Ramdas, S.H. Nasr, J. Cutsinger, P. Laude, etc., ISBN 2-7029-0392-4.
- (fr) Bernard Chevilliat, « Frithjof Schuon ou le regard de l'aigle », revista Ultreïa, no 7 (Lagorce, França: Hozhoni,‎ 2016), ISBN 978-2-37241-022-9.
- (en) James Cutsinger, Advice to the Serious Seeker : Meditations on the Teaching of Frithjof Schuon (Albany/NY: State University of New York Press, 1997), ISBN 978-0-7914-3250-1.
- (en) James Cutsinger, Splendor of the True: a Frithjof Schuon Reader (Albany/NY: State University of New York Press, 2013), ISBN 978-1-4384-4612-7.
- (en) Michael O. Fitzgerald, Frithjof Schuon Messenger of the Perennial Philosophy, (Bloomington/IN, USA: World Wisdom, 2010), ISBN 978-1-935493-08-2.
- (en) Ali Lakhani, "A Commentary on the Teachings of Frithjof Schuon", revista Sacred Web, no 20 (Edmonton, Canadá, 2007), ISSN 1480-6584.
- (fr) Patrick Laude, Clefs métaphysiques de la Sophia perennis : comprendre le langage inter-religieux de Frithjof Schuon (Lagorce, França: Hozhoni, 2020), ISBN 978-237241075-5.
- (fr) Patrick Laude (dir.) & Jean-Baptiste Aymard (dir.), Frithjof Schuon (Lausanne, Suíça: L'Âge d'Homme, Les Dossiers H, 2002), coletânea de artigos de M. Lings, J. Biès, J. Hani, J. Cutsinger, S.H. Nasr, R. Shah-Kazemi, M. Perry, M. Soares de Azevedo, W. Stoddart, etc., ISBN 978-2-8251-1458-2.
- (en) Martin Lings, "Frithjof Schuon and René Guénon", revista Sophia, vol. 5, no 2 (Washington, D.C.: Foundation for Traditional Studies, 1999).
- (en) Seyyed Hossein Nasr (ed.), The Essential Frithjof Schuon (Bloomington/IN, USA: World Wisdom, 2005), ISBN 978-094153292-1.
- (en) Kenneth (Harry) Oldmeadow, « Formal Diversity, Essential Unity: Frithjof Schuon on the Convergence of Religions », revista Sacred Web, no 5 (Edmonton, Canadá, 2000) .
- (en) Harry Oldmeadow, Frithjof Schuon and the Perennial Philosophy (Bloomington/IN, USA: World Wisdom, 2010), ISBN 978-1-935493-09-9.
- (en) Timothy Scott, « “Made in the Image”: Schuon’s theomorphic anthropology », revista Sacred Web,  no 20 (Edmonton, Canadá, 2007), ISSN 1480-6584 .
- (en) Reza Shah-Kazemi, "Frithjof Schuon and Prayer", revista Sophia, vol. 4, no 2 (Washington, D.C.: Foundation for Traditional Studies, 1998) .
- (en) Huston Smith, "Providence Perceived: In Memory of Frithjof Schuon", revista Sophia, vol. 4, no 2 (Washington, D.C.: Foundation for Traditional Studies, 1998).
- (en) Mateus Soares de Azevedo, Frithjof Schuon and Sri Ramana Maharshi: A survey of the spiritual masters of the 20th century, revista Sacred Web, no 10 (Edmonton, Canadá, 2002) .